# Anthony Joseph Tromba
Anthony Joseph Tromba (Brooklyn, 10 de agosto de 1943) é um matemático estadunidense, especialista em equações diferenciais parciais, geometria diferencial e cálculo de variações.
Tromba obteve o grau de bacharel em 1965 na Universidade Cornell, com mestrado em 1967 e doutorado em 1968 na
Universidade de Princeton, orientado por Stephen Smale, com a tese Degree theory on Banach manifolds. Tromba foi de 1968 a 1970 professor assistente na Universidade Stanford. Foi em 1970 professor associado e em 1977 full professor na Universidade da Califórnia em Santa Cruz.
Em 1975 foi professor visitante no Instituto de Estudos Avançados de Princeton. Foi palestrante convidado do Congresso Internacional de Matemáticos em Berkeley, Califórnia (1986).

## Publicações selecionadas
- Teichmüller theory in Riemannian Geometry, Birkhäuser 1992[3]
- com L. Andersson and V. Moncrief: On the global evolution problem in 2+1 gravity, J. Geometry and Physics, vol. 23, 1997, pp. 191–205
- On a natural affine connector on the space of almost complex structures and the curvature of Teichmüller space with respect to its Weil-Petersson metric,  Manuscripta Mathematica, vol. 56, 1996,  pp. 475–497.
- On the number of simply connected minimal surfaces spanning a curve, Memoirs AMS, No. 194, 1977
- A general approach to Morse theory, J. Differential Geometry, vol. 12, 1977, pp. 47–85
- com Friedrich Tomi: Existence theorems for minimal surfaces of non-zero genus spanning a contour, Memoirs AMS, No. 382, 1988
- com F. Tomi: The index theorem for minimal surfaces of higher genus, Memoirs AMS, No. 560, 1995
- com Stefan Hildebrandt: Mathematics and optimal form. Scientific American Books, New York NY 1985, ISBN 0-7167-5009-0 (French translation: Mathématiques et formes optimales. L'explication des structures naturelles. Pour la Science, Paris 1986, ISBN 2-902918-49-6; German translation: Panoptimum, Mathematische Grundmuster des Vollkommenen (= Spektrum-Bibliothek. vol. 12). Spektrum der Wissenschaft, Heidelberg 1987, ISBN 3-922508-82-0).
- com Ulrich Dierkes and Stefan Hildebrandt: Global analysis of minimal surfaces, Springer Verlag 2010[4]
- com Ulrich Dierkes and Stefan Hildebrandt: Regularity of Minimal Surfaces, Springer Verlag 2010[5]
- com Kenneth McAloon: Calculus, Harcourt, Brace, Jovanovich 1972 (with the participation of Jerrold Marsden et al.)
- com Kenneth McAloon Calculus of one variable, Harcourt, Brace, Jovanovich 1972 (with the participation of Jerrold Marsden et al.)
- com Jerrold Marsden: Vector Calculus, Freeman, San Francisco, 5th edition 2003 (with the participation of Michael Hoffman and Joanne Seitz)
- com Jerrold Marsden and Alan Weinstein: Basis multivariable calculus, Freeman 2000
- Theory of Branched Minimal Surfaces, Springer Verlag 2012